# شهرستان الحد
ناحیهٔ الحد (به عربی: مدیریة الحد) یک ناحیه در یمن است که در استان لحج واقع شده‌است.

## خصوصیات
ناحیهٔ الحد ۵۳٬۱۵۹ نفر جمعیت دارد.